# Azio Corghi
Azio Corghi (* 9. März 1937 in Cirié; † 17. November 2022) war ein italienischer Komponist und Musikpädagoge.

## Leben und Wirken
Der Sohn des Malers und Cartoonisten Alvaro Corghi studierte zunächst parallel Musik und Malerei. Ab 1956 studierte er am Konservatorium von Turin Klavier bei Mario Zanfi und Musikgeschichte bei Massimo Mila. 1962 ging er nach Mailand und studierte am dortigen Konservatorium Komposition bei Bruno Bettinelli, Chormusik bei Amerigo Vortone und Dirigieren bei Antonino Votto. 1967 gewann er mit Intavolature den Kompositionswettbewerb von Ricordi-RAI.
Als Komponist wurde Corghi vorrangig mit Opern bekannt. Daneben unterrichtete er an den Konservatorien von Turin und Mailand und wurde hierfür von einer Jury unter Leitung von Goffredo Petrassi mit den Preis Omaggio a Massimo Mila ausgezeichnet. Später wurde er Mitglied der Accademia di Santa Cecilia und der Accademia Petrassi. Seine Oper Blimunda nach einem Libretto des Komponisten in Zusammenarbeit mit José Saramago wurde in der Saison 1989–90 an der Mailänder Scala uraufgeführt. 1993 folgte die Uraufführung des musikalischen Dramas Divara (Wasser und Blut) in Münster.
Für den internationalen Klavierwettbewerb Umberto Micheli komponierte Corghi die Konzertstudie ...ça ira!. Eine Auftragsarbeit der Mailänder Scala war seine Oper Tatjana nach einer Novelle von Anton Tschechow. Für das RAI-Orchester entstand 2000 Amori incrociati nach dem Decameron in einer Version von Aldo Busi. Die Accademia di Santa Cecilia unter Leitung von Luciano Berio beauftragte ihn mit der Komposition von De paz e de guerra nach einem Libretto von Saramago. Im Auftrag der Accademia Musicale Chigiana entstand 2004 ¿Pia?, ein musikdramatischer Dialog nach Marguerite Yourcenars Dialogue in the Swamp, der am Teatro dei Rozzi in Siena aufgeführt wurde. 2007 spielte die Filarmonica della Scala unter Riccardo Chailly die Uraufführung des Poema Sinfonico, das Corghi zum 25-jährigen Bestehen des Orchesters komponiert hatte. Das Ensemble Punto It beauftragte ihn mit der Komposition der Oper Giocasta nach Sophokles’ Oedipus Rex, die 2009 uraufgeführt wurde.